# Miami Horror
Miami Horror je australská hudební skupina, založená v roce 2007 v Melbourne. Jejími členy jsou baskytarista a hráč na syntezátory Benjamin Plant, kytarista a zpěvák Josh Moriarty, kytarista a hráč na syntezátory Aaron Shanahan a klavírista a hráč na syntezátory Daniel Whitechurch. Své debutové album nazvané Illumination skupina vydala v roce 2010 a jedna z jejich písní, konkrétně „Sometimes“, byla použita na soundtrack k počítačové hře Grand Theft Auto V.